# Bataille de Tucumán
Guerres d'indépendance en Amérique du Sud
Batailles
- Suipacha
- Las Piedras
- Huaqui
- Tucumán
- Cerrito
- Salta
- Campagne Admirable
- Ayohuma
- Buceo
- La Puerta (1814)
- Rancagua
- Sipe-Sipe
- Carthagène
- Chacabuco
- La Puerta (1818)
- Maipú
- Vargas
- Boyacá
- Valdivia
- Carabobo
- Yaguachi
- Pichincha
- Lac Maracaibo
- Junín
- Ayacucho

La bataille de Tucumán eut lieu les 24 et 25 septembre 1812 près de la ville de San Miguel de Tucumán, au cours des guerres d'indépendance en Amérique du Sud. Les forces républicaines de l'armée du nord, dirigées par le général Manuel Belgrano, y battirent les royalistes commandés par le général Pío de Tristán, arrêtant ainsi la progression de l'armée espagnole en Argentine du nord-ouest et permettant aux troupes argentines, après une nouvelle victoire à Salta, de réaffirmer leur contrôle sur leurs frontières.